# Śmiałowice

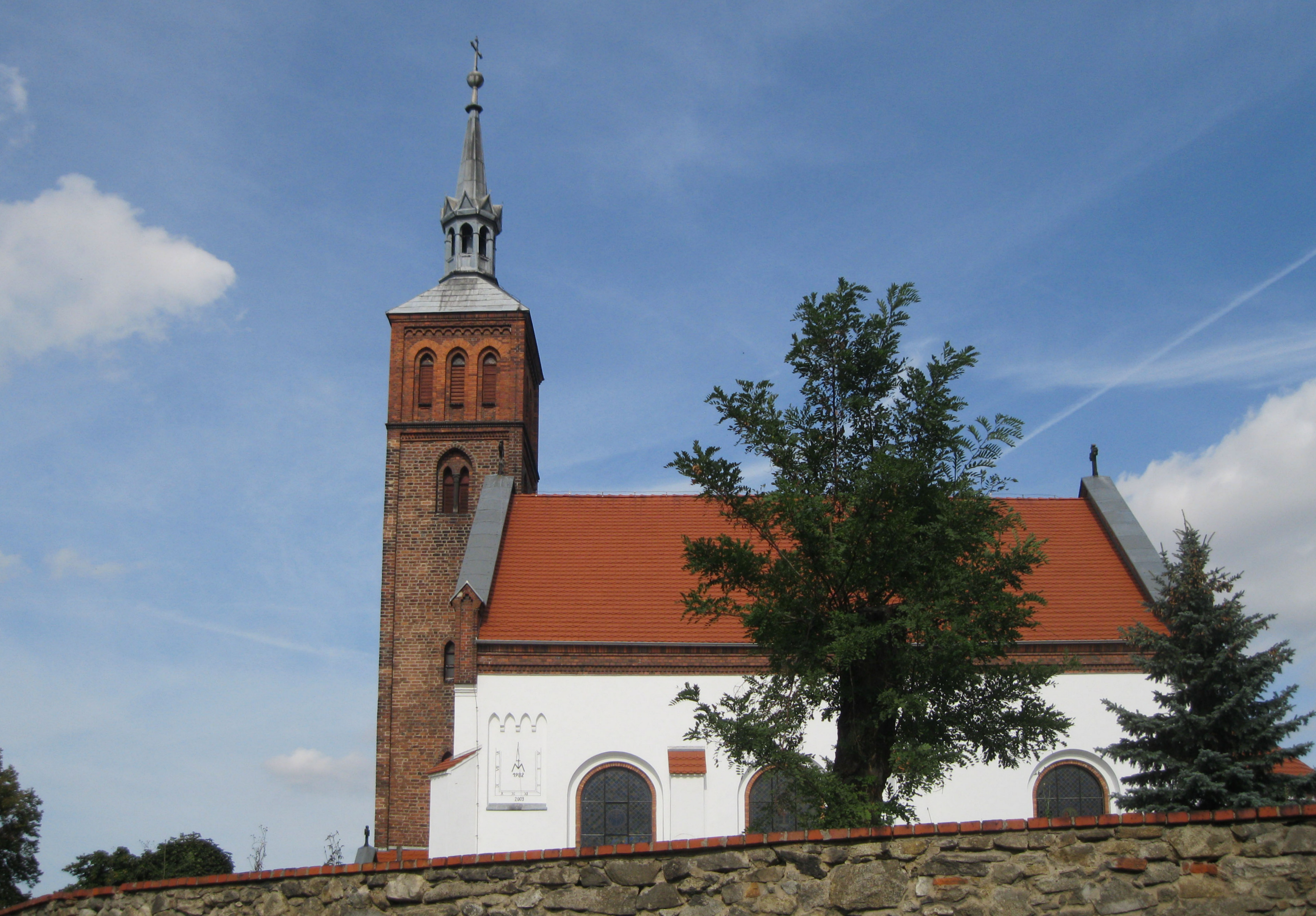
St. Laurentius in Śmiałowice

Śmiałowice (deutsch Schmellwitz) ist ein Dorf in der Landgemeinde Marcinowice (Groß Merzdorf) im Powiat Świdnicki (Kreis Schweidnitz) der Woiwodschaft Niederschlesien in Polen.

## Lage
Śmiałowice liegt etwa neun Kilometer nordöstlich der Stadt Świdnica (Schweidnitz).

## Geschichte
Die Kirche St. Laurentius wurde erstmals 1318 im Zinsregister des Erzpriesters Gabriel von Rimini urkundlich erwähnt. 1343 erscheint der Ort in einem Dokument als „Smelwicz“. Im 16. und 17. Jahrhundert besaß das Gut die Familie von Seidlitz. Nach dem Ersten Schlesischen Krieg fiel Schmellwitz mit dem größten Teil Schlesiens an Preußen. Die alten Verwaltungsstrukturen wurden aufgelöst und Schmellwitz in den Landkreis Schweidnitz eingegliedert, mit dem es bis zu dessen Auflösung 1945 verbunden blieb. 1845 gehörte Schmellwitz den Gebrüdern Gustav, Ewald sowie Robert Oskar Barchwitz und zählte 41 Häuser, ein Vorwerk, 327 überwiegend katholische Einwohner (44 evangelisch), eine katholische Kirche unter preußisch-königlichem Patronat (Adjunkt der Pfarrkirche von Schweidnitz), eingepfarrt: Schmellwitz, Birkholz, Klettendorf, Kratzkau, Primkendorf und Stäubchen, ein Widum mit drei Hufen, eine katholische Schule, eine Wassermühle, eine Brauerei, eine Brennerei, 15 Handwerker und ein Höcker. Bis 1945 war Schmellwitz Sitz des gleichnamigen Amtsbezirkes.
Als Folge des Zweiten Weltkriegs fiel Schmellwitz 1945 mit dem größten Teil Schlesiens an Polen und wurde in Śmiałowice umbenannt. Die deutschen Einwohner wurden weitgehend vertrieben. Die neu angesiedelten Polen waren teilweise Vertriebene aus Ostpolen.

## Sehenswürdigkeiten
- Römisch-katholische Kirche St. Laurentius, 1318 erwähnt, um 1500 neu erbaut[3]
- Schloss Schmellwitz[4]